# Ramón Ramos
Pour les articles homonymes, voir Ramos.
Ramón Ramos, né le 20 novembre 1967, à Canóvanas, à Porto Rico, est un ancien joueur portoricain de basket-ball. Il évolue durant sa carrière au poste de pivot.

## Biographie
Ramón Ramos n'est pas sélectionné lors de la Draft 1989 de la NBA, mais il signe un contrat avec les Trail Blazers de Portland en tant qu'agent libre. Il commence la saison 1989-1990 sur la liste des blessés pour cause de blessure à un genou. Il est de retour dans l'effectif le 5 décembre 1989, mais ne dispute aucun des six matchs suivants.
Le 16 décembre 1989, après un match des TrailBlazers face à Golden State, Ramón Ramos est victime d'un accident de voiture en rentrant chez lui. Il est blessé gravement, restant trois mois dans le coma. Il est rapatrié à Porto Rico, où il parvient à faire quelques progrès. Lors de l'été 1991, plus de 20 000 fans se mobilisent pour aider les Trail Blazers à recueillir 130 000 $ au Slam ‘N Jam, un événement alliant basket-ball et musique, afin de financer ses frais médicaux. Plusieurs joueurs NBA se mobilisent pour cet événement, où Ramos et ses parents sont présents. Il a toujours des difficultés à se mouvoir et effectuer des actes de la vie quotidienne, nécessitant la supervision constante de ses parents. En février 2006, Ramos revient dans le New Jersey pour la première fois depuis son départ de Seton Hall et est intronisé au Hall of Fame de l'école.

## Palmarès
- Champion des Amériques 1989
- Finaliste du championnat des Amériques 1988